# Shirley Brill

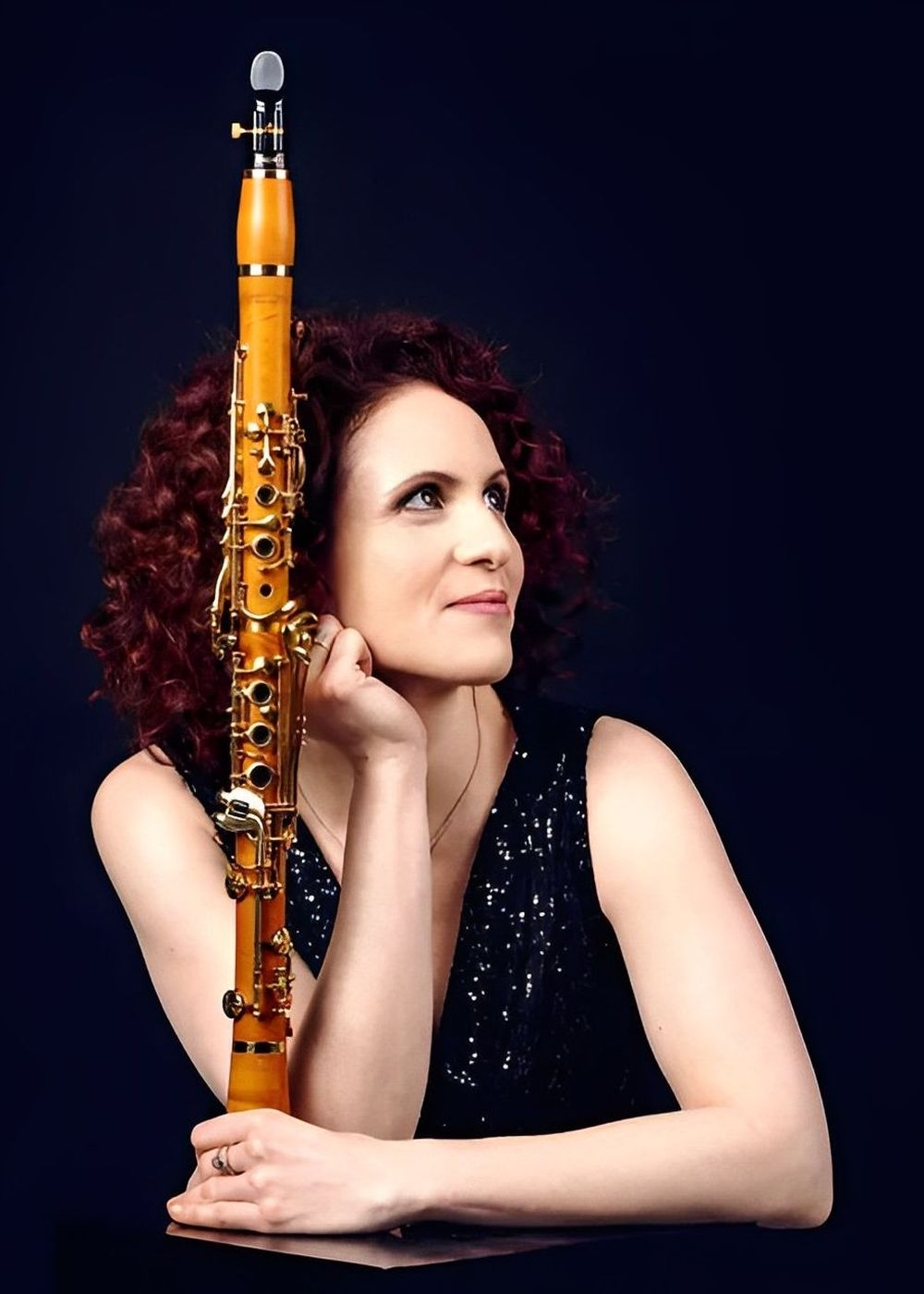
Shirley Brill

Shirley Brill (* 1982 in Petah Tikva) ist eine israelische Klarinettistin und Professorin für Klarinette an der Hochschule für Musik Nürnberg.

## Leben und Wirken
Shirley Brill erhielt ihre erste musikalische Ausbildung bei Yitzhak Katzap am Petah Tikva Conservatory in Israel. Später studierte sie bei Sabine Meyer an der Musikhochschule Lübeck und bei Richard Stoltzman am New England Conservatory of Music in Boston.
Als Solistin debütierte sie mit dem Israel Philharmonic Orchestra unter der Leitung von Zubin Mehta und konzertierte seitdem mit Orchestern wie dem Deutschen Symphonieorchester Berlin, den Hamburger Symphonikern, den Münchner Symphonikern, dem Symphonieorchester des Nationaltheaters Prag, dem Orchestre de Chambre de Genève, dem Jerusalem Symphony Orchestra, der Neuen Philharmonie Westfalen und den Lübecker Philharmonikern. Des Weiteren erfolgte eine Zusammenarbeit mit zum Beispiel Daniel Barenboim, Sabine Meyer, Tabea Zimmermann, Emmanuel Pahud, Janine Jansen, dem Borromeo String Quartet, dem Jerusalem String Quartet, dem Esprit Trio und dem Trio di Clarone. 
Brill trat zudem bei verschiedenen Festivals auf, unter anderem beim Schleswig-Holstein-Musik-Festival, beim Heidelberger Frühling, beim Rheingau Musik Festival, bei der Schubertiade Schwarzenberg, bei den BBC-Proms, bei internationalen Musikfestivals in Davos, Ljubljana, beim Montpellier Festival und bei dem von Lars Vogt ins Leben gerufenen Kammermusikfestival Spannungen in Heimbach.
Neben dem klassischen Repertoire widmet sie sich auch der Aufführung von Werken zeitgenössischer Musik. Regelmäßig bringt sie Stücke junger Komponisten zur Uraufführung und erweitert das Repertoire für Klarinette durch eigene Transkriptionen. Im Jahr 1999 gründete Brill mit ihrem späteren Ehemann, dem israelischen Pianisten Jonathan Aner, Professor für Kammermusik in Berlin, das Duo Brillaner.
Brill lehrte zwischen 2012 und 2016 als Gastprofessorin an der Hochschule für Musik Hanns Eisler Berlin und 2016 als Dozentin an der Barenboim-Said-Akademie. Seit 2018 war sie Professorin für Klarinette an der Hochschule für Musik Saar. Seit dem Wintersemester 2021 ist sie Professorin für Klarinette an der Hochschule für Musik Nürnberg. Außerdem wirkt sie als Jurorin bei Internationalen Musikwettbewerben, zum Beispiel beim ARD-Musikwettbewerb und beim Wettbewerb Prager Frühling.

## Instrumente
Brill spielt auf Klarinetten mit französischem Griffsystem, individuell für sie hergestellt von der Manufaktur Schwenk & Seggelke (jetzt: Seggelke Klarinetten). Sie verfügt über normale Klarinetten in B und A aus den Holzarten Grenadill, Mopane (siehe Foto) und Buchsbaum und eine A-Bassettklarinette aus Buchsbaum.

## Auszeichnungen und Preise
- 2003: Sonderpreis des internationalen ARD Musikwettbewerbs[7]
- 2003: 1. Preis für das Duo Brillaner beim 40. Possehl-Musikwettbewerb[8]
- 2006: 2. Preis Internationaler Instrumentalwettbewerb Markneukirchen (1. Preis nicht vergeben)[9]
- 2007: 2. Preis Concours de Genève (1. Preis nicht vergeben)[10]
- 2010: Shirley Brill nahm im Namen des West-Eastern Divan Orchestras den Preis des Westfälischen Friedens entgegen[1]

## Diskografie
- Duo Brillaner: Werke für Klarinette und Klavier. Werke von C. M. von Weber, Camille Saint-Saëns, Paul Ben-Haim, Krysztof Penderecki, Francis Poulenc. Mit Jonathan Aner, Klavier (Verlag Musikhochschule Lübeck; 2005)
- Shirley Brill: Carl Maria von Weber, Heinrich Baermann. Klarinettenkonzerte und -quintette. Mit dem Terpsycordes Quartett,  Orchestre de chambre de Genève, Dirigent: Patrick Lange (Pan Classics; 2008)
- Petite Pièce. French Miniatures for Clarinet and Piano. Werke von u. a. Gabriel Pierné, Eugène Bozza, Claude Debussy. Mit Jonathan Aner, Klavier (Pan Classics; 2009)
- Shirley Brill, National Radio Orchestra of Romania, Adrian Morar. Werke von Jean Françaix und Sergei Prokofiev (Aparté; 2012)
- Johannes Brahms, Leoš Janáček: Sonatas. Mit Jonathan Aner, Klavier (Hänssler Classic; 2017)